# David Fuster Torrijos
David Fuster (nascut a Oliva, Safor, el 3 de febrer del 1982) és un exfutbolista professional valencià. Es va retirar l'estiu del 2017, i el seu últim equip va ser el Getafe CF.

## Trajectòria futbolística

### Inicis
David Fuster començà a jugar a futbol a l'equip del seu poble, la UD Oliva. Fou allà on va créixer com a jugador, als 22 anys fitxà pel Vila-real CF. Durant quatre anys jugà amb l'equip filial, però no arribar a debutar mai amb el primer equip groguet.

### Elx
Quan encara li restava un any de contracte amb el Vila-real CF, Fuster va marxar a l'Elx CF. Durant seu pas per la Segona divisió va registrar uns números excel·lents, 13 gols en 37 partits.

### Vila-real
Després de la gran temporada amb l'Elx CF, el Vila-real CF decidí l'estiu del 2009 repescar el jugador valencià per 500.000 €. Així Fuster debutà finalment a la Primera Divisió. El seu gol més important a Primera Divisió va ser el gol de l'empat que marcà al Camp Nou el 2 de gener del 2010.

### Olympiakos
Durant el mes d'agost del 2010 es fa oficial el traspàs del jugador a l'equip grec. El mateix jugador declarà que era una oportunitat que no es podia deixar passar, tant en l'àmbit econòmic com esportiu. En la seua primera temporada a l'equip grec el seu rendiment va ser esplèndid, va ser, segurament, un dels jugadors més determinants del campionat, un campionat que finalment acabà a mans de l'Olympiakos.

### Getafe CF
Després d'un exitòs pas per Grècia, on va aconseguir sis títols de la Lliga grega en sis temporades, el jugador valencià va retornar al futbol espanyol, ara al Getafe CF, equip que acabava de baixar a Segona divisió. Després d'una temporada amb poc protagonisme a l'equip madrileny, i una vegada aconseguit l'ascens, Fuster va anunciar que es retirava del futbol.

## Palmarès
- 6 Lligues gregues: (2010/11), (2011/12), (2012/13), (2013/14), (2014/15) i (2015/16)
- 3 Copes gregues: (2011/12), (2012/13) i (2014/15)